# Jagodnoje (Kaliningrad, Gwardeisk)
Jagodnoje (russisch Ягодное, deutsch Lindendorf, Kreis Wehlau) ist ein Ort in der russischen Oblast Kaliningrad. Er gehört zur kommunalen Selbstverwaltungseinheit Stadtkreis Gwardeisk im Rajon Gwardeisk.
Zu Jagodnoje gehört auch das ehemalige Neu Wehlau, russisch zunächst Denissowo.

## Geographische Lage
Jagodnoje liegt vier Kilometer südwestlich der früheren Kreisstadt Snamensk (Wehlau) und ist von dort über die Kommunalstraße 27K-248 zu erreichen. Snamensk ist auch die nächste Bahnstation an der Bahnstrecke Kaliningrad–Tschernyschewskoje (Königsberg–Eydtkuhnen/Eydtkau) (Teilstück der ehemaligen Preußischen Ostbahn) zur Weiterfahrt nach Litauen und in das russische Kernland.

## Geschichte
Das Gründungsdatum des bis 1946 Lindendorf genannten Ortes liegt im Jahre 1684. Ursprünglich war es ein Schatulldorf. Im Jahre 1874 wurde es in den neu errichteten Amtsbezirk Paterswalde (heute russisch: Bolschaja Poljana) eingegliedert, der bis 1945 zum Kreis Wehlau im Regierungsbezirk Königsberg der preußischen Provinz Ostpreußen gehörte. Im Jahre 1910 waren in Lindendorf mit seinem Ortsteil Rosengarten (Försterei) 402 Einwohner registriert. Ihre Zahl ging bis 1933 auf 361 zurück und belief sich 1939 noch auf 339.
In Kriegsfolge kam Lindendorf mit dem nördlichen Ostpreußen im Jahre 1945 zur Sowjetunion. 1947 erhielt der Ort den russischen Namen Jagodnoje und wurde gleichzeitig dem Dorfsowjet Bolschepoljanski selski Sowet im Rajon Gwardeisk zugeordnet. Seit 1991 wurde der Ort von der Siedlung städtischen Typs Snamensk aus verwaltet. Von 2005 bis 2014 gehörte Jagodnoje zur Landgemeinde Snamenskoje selskoje posselenije und seither zum Stadtkreis Gwardeisk.

## Kirche
Bis 1945 war die Bevölkerung Lindendorfs fast ausnahmslos evangelischer Konfession und in das Kirchspiel der Kirche in Paterswalde (heute russisch: Bolschaja Poljana) eingepfarrt. Es gehörte zum Kirchenkreis Wehlau in der Kirchenprovinz Ostpreußen der Kirche der Altpreußischen Union. Das heutige Jagodnoje liegt weiterhin im Einzugsgebiet von Bolschaja Poljana, wo sich in den 1990er Jahren eine evangelisch-lutherische Gemeinde aus Russlanddeutschen gebildet hat. Sie ist eine Filialgemeinde der Auferstehungskirche in Kaliningrad (Königsberg) innerhalb der Propstei Kaliningrad der Evangelisch-lutherischen Kirche Europäisches Russland.